# Holcobius glabricollis
Holcobius glabricollis là một loài bọ cánh cứng thuộc họ Ptinidae.